# Borucice (województwo opolskie)
Borucice – wieś w Polsce położona w województwie opolskim, w powiecie brzeskim, w gminie Lubsza.
W latach 1975–1998 miejscowość administracyjnie należała do ówczesnego województwa opolskiego.